# Болтанюк Петро Анатолійович
Петро Анатолійович Болтанюк (нар. 30 жовтня 1972, м. Кам'янець-Подільський, нині Україна) — український археолог.

## Життєпис
Петро Болтанюк народився 30 жовтня 1972 року в місті Кам'янці-Подільському Кам'янець-Подільського району Хмельницької области, нині Україна.
Закінчив Чабанівську середню школу, Кам'янець-Подільський будівельний технікум (нині коледж будівництва, архітектури та дизайну), історичний факультет (2003) та магістратуру (2005) Кам'янець-Подільського державного педагогічного університету (нині національний). Працює старшим науковим співробітником Кам’янець-Подільського державного історичного музею-заповідника (від 2005).
Проходив службу в армії.

### Археологічна діяльність
Автор понад 20-ти наукових публікацій з питань археології.
Дослідник багаторазово, в складі різних археологічних експедицій брав участь у дослідженні м. Кам’янця-Подільського та Кам'янець-Подільського району.
У 2006 році увійшов до складу експедиції Кам'янець-Подільського університету ім. І. Огієнка, яка продовжила роботи на курганах ранньоскіфського часу біля села Колодіївка в Середньому Подністров'ї. Експедицією було розкопано залишки 9 насипів з кам'яними конструкціями, доби скіфської культури. Поховання були розграбовані, а інвентар був представлений фрагментами кераміки і окремими виробами з заліза і скла.
У 2009 році на місці затопленого сьогодні села Теремівці Кам'янець-Подільського району разом з експедицію виявив матеріали трипільської культури та давньоруського часу.
У 2012 році, після відкриття та спільного дослідження з подільським археологом Ігорем Стареньким кількох нових великих багатошарових поселень біля села Баговиця, Кам'янець-Подільського району, зібрав значний керамологічний матеріал, який характерний для трипільської та чорноліської культури ранньої залізної доби. У 2013 році була організована археологічна експедиція, якою було проведено огляд багатошарового поселення в околицях с. Отроків Новоушицького району. Археологічний матеріал виявлений під час дослідження був представлений уламками керамічних горщиків та кістяними знаряддями, які відносяться до ранньої залізної доби.
У серпні 2012 року на території Вірменського бастіону, з іншими проводив археологічну експедицію, в результаті обстеження території загальною площею 300 м² було виявлено сліди поселення трипільської культури, давньоруської доби XII-XIII ст. та епохи Пізнього Середньовіччя XIV-XVIII ст. Серед знахідок траплялися керамічні вироби, кременеві та кам'яні знаряддя трипільської культури, посуд, зброя, кістяні та ювелірні вироби епохи Пізнього Середньовіччя; гончарні клейма, які вдалось віднайти при розкопках бастіону становлять унікальну цінність, оскільки мають князівські знаки.
Досліджував замок в Сатанові (2013), Рихті, Чорнокозинцях, а також Кам'янець-Подільську фортецю.